# Lamprospora gotlandica
Lamprospora gotlandica är en svampart som tillhör divisionen sporsäcksvampar, och som beskrevs av Dieter Benkert. Lamprospora gotlandica ingår i släktet Lamprospora, och familjen Pyronemataceae. Arten är reproducerande i Sverige.